# Trần Công Thuật
Trần Công Thuật (sinh ngày 27 tháng 6 năm 1961) là chính trị gia người Việt Nam. Ông nguyên là Chủ tịch thứ 16 của Ủy ban nhân dân tỉnh Quảng Bình, đại biểu Quốc hội Việt Nam khóa XIV, thuộc đoàn đại biểu tỉnh Quảng Bình, Ủy viên Ủy ban Kinh tế của Quốc hội khóa XIV, Trưởng Đoàn đại biểu Quốc hội khóa XIV tỉnh Quảng Bình, nguyên Phó Bí thư thường trực Tỉnh ủy Quảng Bình. Ông từng là đại biểu Quốc hội Việt Nam khóa XI (2002-2007), thuộc đoàn tỉnh Quảng Bình.

## Xuất thân
Ông sinh ngày 27 tháng 6 năm 1961, quê quán ở xã An Ninh, huyện Quảng Ninh, tỉnh Quảng Bình.
Ông hiện cư trú ở Tổ dân phố 11, Phường Nam Lý, thành phố Đồng Hới, tỉnh Quảng Bình.

## Giáo dục
- Cử nhân Sư phạm Sinh [1]
- Thạc sĩ Quản trị kinh doanh

## Sự nghiệp
Ngày 1 tháng 12 năm 1986, Trần Công Thuật gia nhập Đảng cộng sản Việt Nam.
Trần Công Thuật từng là Bí thư Tỉnh đoàn (Đoàn Thanh niên Cộng sản Hồ Chí Minh) tỉnh Quảng Bình, Bí thư Thành ủy Đảng Cộng sản Việt Nam thành phố Đồng Hới.
Trần Công Thuật là Đại biểu HĐND tỉnh Quảng Bình nhiệm kỳ 1999-2004, 2004-2011.
Trần Công Thuật từng là Đại biểu Quốc hội Việt Nam khóa 11 nhiệm kì 2002-2007 tỉnh Quảng Bình.
Ông từng là Phó Bí thư thường trực Tỉnh ủy Quảng Bình.
Tháng 5 năm 2016, Trần Công Thuật trúng cử Đại biểu Quốc hội Việt Nam khóa 14 tỉnh Quảng Bình.
Sau đó ông được bầu làm Trưởng đoàn Đại biểu Quốc hội Việt Nam khóa 14 tỉnh Quảng Bình.
Ngày 6 tháng 12 năm 2018, tại Kỳ họp cuối năm 2018 của Hội đồng nhân dân tỉnh Quảng Bình, 46 trên tổng số 47 đại biểu Hội đồng nhân dân tỉnh đã bầu Trần Công Thuật giữ chức vụ Chủ tịch Ủy ban nhân dân tỉnh Quảng Bình nhiệm kì 2016-2021 thay ông Nguyễn Hữu Hoài nghỉ hưu.. Ngày 20 tháng 11 năm 2020, Hội đồng Nhân dân tỉnh Quảng Bình tổ chức kỳ họp lần thứ 17 để tiến hành miễn nhiệm chức vụ Chủ tịch Ủy ban nhân dân tỉnh Quảng Bình nhiệm kì 2016-2021 đối với ông Trần Công Thuật (nghỉ hưu theo chế độ).